# 여성 잡지
여성 잡지(女性雜紙)는 여성 및 주부층 대상으로 게재를 목적으로 하는 잡지이다.

## 나라별 여성 잡지

### 대한민국
- 현재 : 여성동아, 여성조선, 우먼센스, 코스모폴리탄, 주부생활
- 과거 : 여성중앙, 레이디경향

### 일본
- 도마니
- 스퍼잡지
- JELLY

## 같이 보기
- 여성
- 저널리즘
- 여성 프로그램